# Jacques II d'Avesnes
Jacques II d'Avesnes  (fallecido aprox. 1205) fue un caballero de la Cuarta Cruzada. Era probablemente el hijo de Jacques de Avesnes de Henao, quien fue un protagonista destacado de la Tercera Cruzada.
Jacques tomó la cruz el 23 de febrero de 1200 junto con el conde Balduino IX de Flandes y Henao para la Cuarta Cruzada. En el curso de la empresa fue uno de los caballeros que levantaron su voz en la isla de Corfú contra el desvío de la cruzada a Constantinopla, pero pudo ser influido por los líderes nuevamente. Durante el asedio de Constantinopla en la primavera de 1204 participó en la exitosa incursión dirigido por Enrique de Flandes a Philia (actual Şile), en el Mar Negro.
Después de la conquista de Constantinopla Jacques fue uno de los seguidores de Bonifacio de Montferrato, que se había convertido en rey de Tesalónica. Como parte de las fuerzas de Bonifacio en Grecia combatió contra León Esguro, un gobernante local griego que se había hecho independiente. Jacques recibió de Bonifacio en la primavera de 1205 la isla de Eubea (Señorío de Negroponte) como un feudo. Entró brevemente en la isla solo para organizar la construcción de un castillo en Calcis, pero luego se unió otra vez al ejército de Bonifacio. Ese mismo año, Jacques tomó la ciudad baja de Corinto y sitió a León Esguro en su fortaleza del Acrocorinto. Jacques tuvo éxito en repeler un fracasado intento de contraataque por los sitiados, donde fue gravemente herido en la pierna.
Jacques murió alrededor de 1205 y Eubea fue dividida en tres feudos por Bonifacio que dio a tres caballeros veroneses:  Ravano dalle Carceri, Giberto dalle Carceri y Peccoraro de' Peccorari, que después dividieron la isla en tres Triarquías (gobierno de tres).